# Алиса и Букинист
«Алиса и Букинист» — российский художественный фильм 1992 года. Фильм снят Алексеем Рудаковым по сценарию, написанному Андреем Дмитриевым.

## Сюжет
Главный герой фильма — молодой человек по прозвищу Букинист (Дмитрий Певцов), которое он получил за свою страсть к старинным книгам. На жизнь молодой человек зарабатывает ремонтом и отделкой квартир. Он уже два года пьёт коньяк, но не теряет физической формы.
От отца ему досталось большое количество редких и ценных книг (отец, будучи офицером в послевоенной Германии, незаконно вывез их с собой). Редкие издания оценены в миллионы долларов. Эти книги хотят заполучить многие люди, среди которых — богач и  мистический злодей Крохин (Сергей Газаров), эдакий Мефистофель современности. Для того чтобы узнать о размере сокровища Букиниста, он подсылает к нему обольстительную красавицу Алису, девушку без стыда и совести (Ольга Дроздова), которая у него под "колпаком".  Но происходит непредвиденное — Алиса и Букинист полюбили друг друга. Планы преступников оказались под угрозой срыва, но они не собираются отступать. Схватка между добром и злом перерастает в грандиозное сражение.

## В ролях
- Дмитрий Певцов — Букинист
- Ольга Дроздова — Алиса
- Сергей Газаров — Крохин, злодей и богач
- Александр Берда — Колупеев
- Лев Борисов — Аким Георгиевич
- Юрий Шерстнев — Драгомысленский
- Леонид Филатов
- Юрий Синякин
- Олег Корытин
- Григорий Набатов

## Съёмочная группа
- Автор сценария: Андрей Дмитриев
- Режиссёр: Алексей Рудаков
- Оператор: Максим Осадчий-Корытковский
- Художник: Александр Гиляревский
- Композитор: Светлана Галыбина
- Продюсер: Михаил Литвак

## О фильме
По мнению М. Иванова («Time Out Москва»), несмотря на простоту сюжета, фильм выделяется эффектным визуальным рядом. Темперамент Алисы — главной героини фильма, любящей и независимой женщины — не являлся типичным для российского кино 90-х годов, однако характерен для других работ Ольги Дроздовой.
«Алиса и Букинист» стали одним из фильмов, в которых супружеская пара, Дмитрий Певцов и Ольга Дроздова, сыграли любовный дуэт. Сам фильм считается успешной работой для обоих супругов.